# Кальбе (Мильде)
Кальбе (нем. Kalbe) — город в Германии, в земле Саксония-Анхальт.
Входит в состав района Зальцведель. Подчиняется управлению Арендзее-Кальбе. Население составляет 8156 человек (на 31 декабря 2010 года). Занимает площадь 30,44 км². Официальный код — 15 3 70 052.

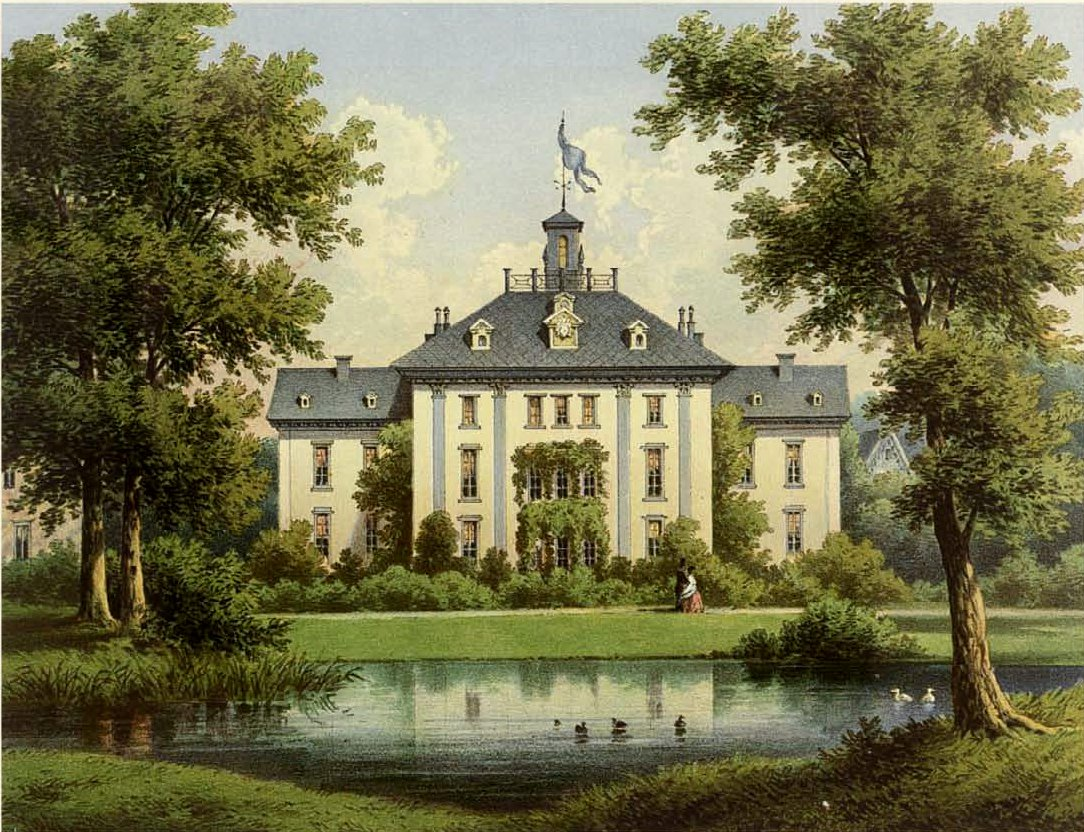
Palace Kalb, Alexander Duncker

До 1945 года близ города располагалась сверхдлинноволновая радиостанция «Голиаф», созданная в 1943 году для координации действий немецких подлодок из, так называемых, «волчьих стай». После войны станция была вывезена в СССР и восстановлена в Нижегородской области.